# Sechepenre
Sechepenre (Oudegyptisch: s ḫpr r n r՚) was een oud-Egyptische koning (farao) in de tweede tussenperiode. Hij geldt als zeventiende heerser van de 14e dynastie en regeerde in de 17e eeuw v.Chr.
Sechepenre was de opvolger van Nebsenre en werd opgevolgd door Djedcheroere.

## Bron
- (en) Narmer.pl